# St. Joseph (Pożarzysko)

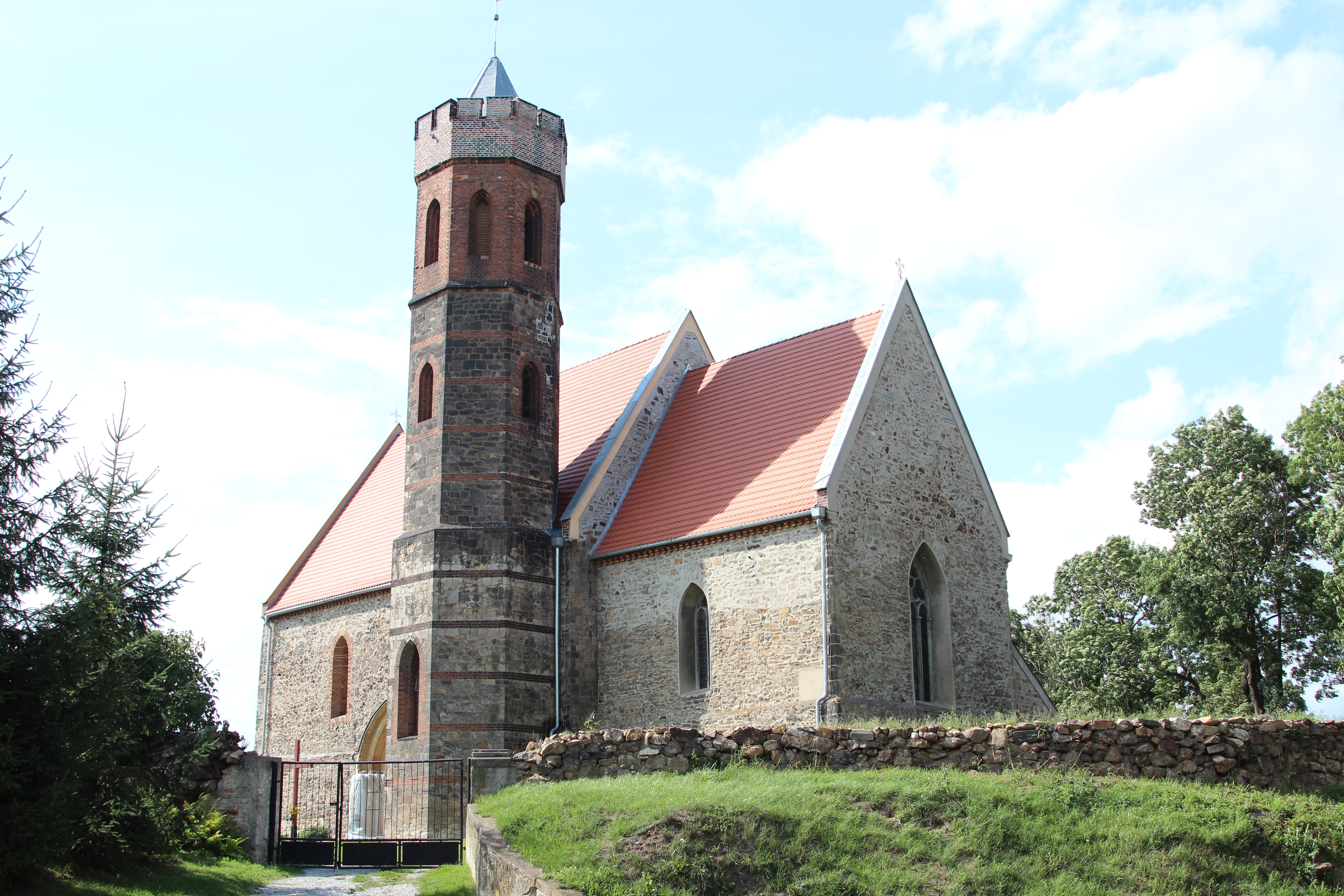
St. Joseph in Pożarzysko

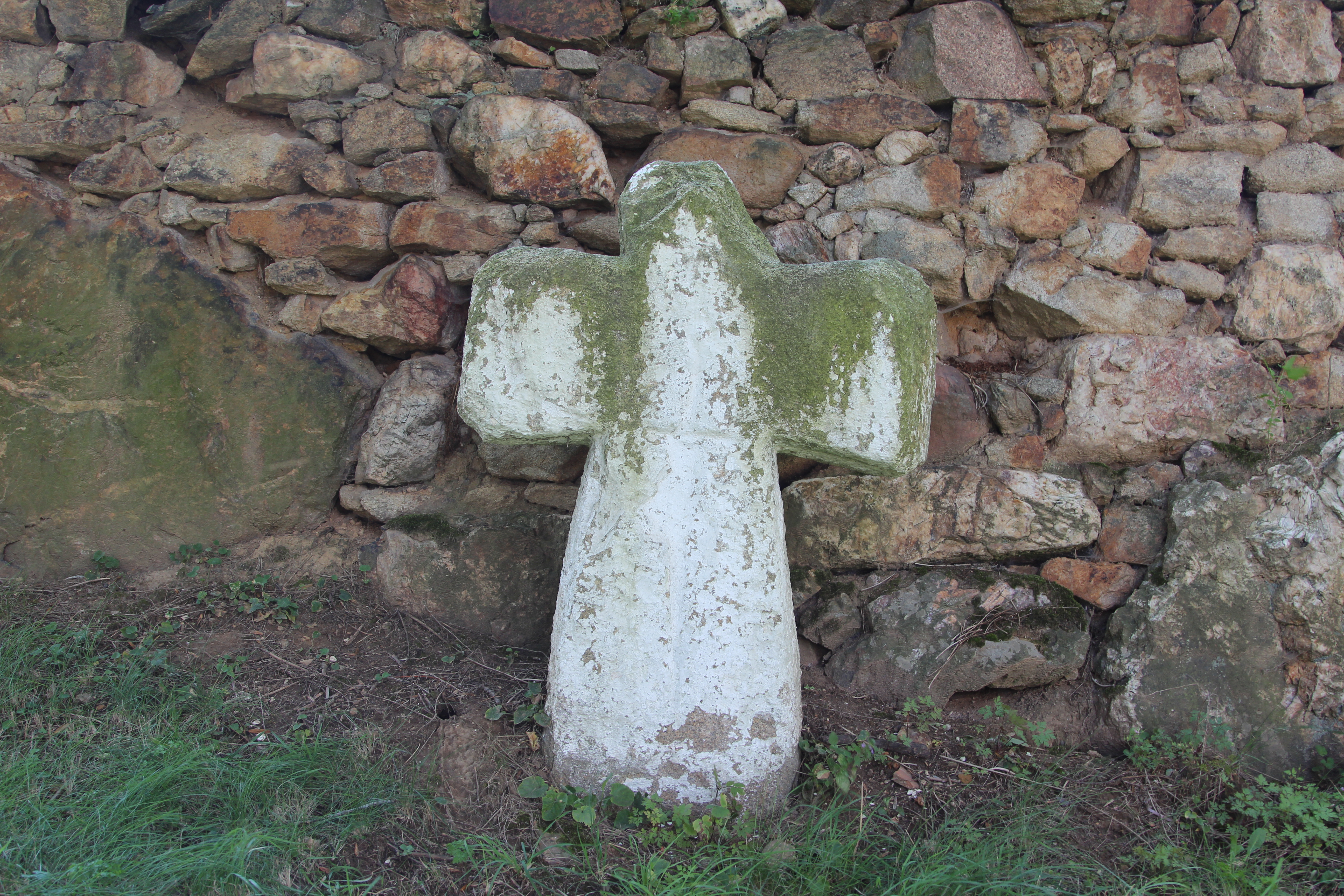
Sühnekreuz

Die römisch-katholische Filialkirche St. Joseph (polnisch Kościół świętego Józefa) in Pożarzysko (deutsch Hohenposeritz), einem Dorf in der Stadt- und Landgemeinde Żarów (Saarau) in der polnischen Woiwodschaft Niederschlesien, geht auf eine Gründung des 12. Jahrhunderts zurück. Sie ist als Baudenkmal geschützt.

## Geschichte
Die Kirche steht weit sichtbar auf einer Anhöhe, oberhalb des durch Slawen gegründeten und später deutschrechtlich umgesetzten, bis 1945 als Hohenposeritz bezeichneten Ortes. Die Ersterwähnung des Vorgängerbaues erfolgte in den Jahren 1198 bis 1201, als Bischof Jaroslaus der „ecclesia de Posaritsch“ tauschweise mehrere Dörfer zuwies. Eine Urkunde Bischof Johannes’ von Breslau nennt auch erstmals einen Ulricus als Pfarrer von Poseritz. Die heutige Granitsteinkirche wurde im 14. Jahrhundert errichtet und besaß ursprünglich an der Nord- und Südwand zwei halbrunde Kirchtürme, die später ihre Obergeschosse verloren, wobei nur die nördliche Seitenkapelle erhalten blieb. Anfang des 17. Jahrhunderts erfolgte ein Wiederaufbau. Seit der Reformationszeit waren die Einwohner mehrheitlich evangelisch und nach der Rekatholisierung der Kirche von Hohenposeritz 1654, zuletzt zur evangelischen Pfarrkirche in Domanze gepfarrt. Im Dreißigjährigen Krieg erlitt die Kirche Schäden, der zugehörige Pfarrhof brannte dabei beim Durchzug von kaiserlichen Truppen nieder, wie aus folgendem Bericht vom 6. Januar 1654 hervorgeht:

„Den 6ten Januar früh zu Hohenposeritz, der Wittiben Frau Ursulen Helenen Marschalkin geb. Mutschelnitzin das jus patronatus zustehend. Sie zu Schönfeld nahe dabei wohnend, wollte nicht auf unterschiedliches Insinuiren wegen einer angenommenen Unpäßlichkeit erscheinen. Die Kirche ward reconciliirt, der P. Carolus. Liepelt Benediktinerordens eingeführt and Messe darin gelesen worden. Hier waren Nichts als 2 hölzerne Leuchter auf dem Altar, 1 zinnerner Kelch und 3. Glocken, der Prädikant zu Lahsen hats mit zu versehn gehabt. Der Pfarrhof ist weggebrannt und hat man hierbevor 18 Malter Decem, halb an Korn und halb an Haber gegeben.“

Das Gotteshaus diente bis in das 20. Jahrhundert als Filialkirche von Ingramsdorf. 1852 fand eine gründliche Renovierung im neugotischen Stil statt, wobei die Kirche den heutigen neugotischen Kirchturm erhielt und dafür die südliche Seitenkapelle weichen musste. Im Zweiten Weltkrieg nutzte die deutschen Wehrmacht den Kirchturm als Beobachtungspunkt. Der Wiederaufbau der durch Artilleriebeschuss beschädigten Kirche erfolgte in den 1970er Jahren. In neuerer Zeit erhielt das Gotteshaus ein neues Dach. St. Joseph ist heute eine Filialkirche der Pfarrkirche St. Stanislaus in Bukow.

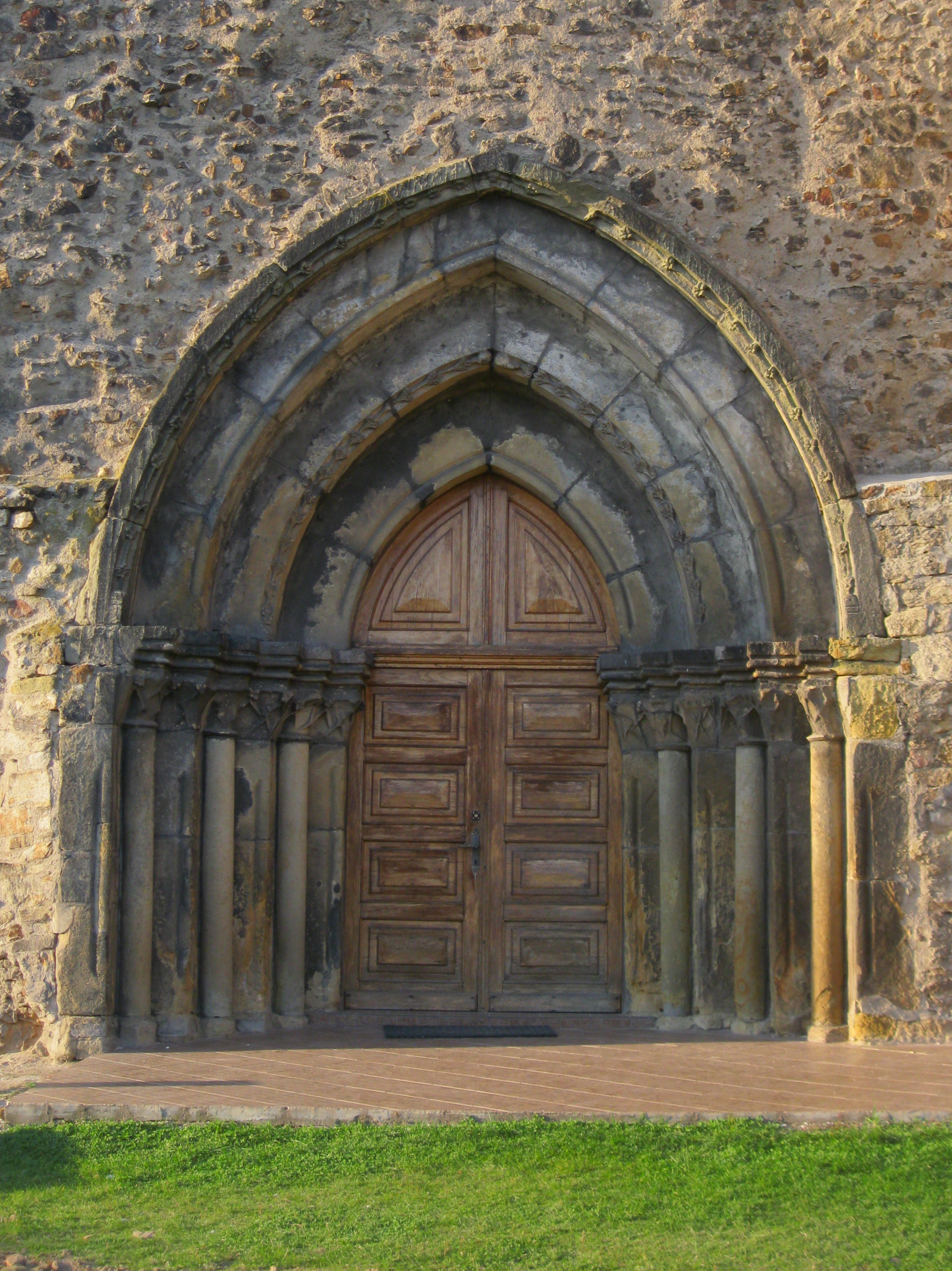
Frühgotisches Südportal

## Beschreibung
Die einschiffige Kirche besteht aus einem Langhaus mit eingezogenem Chor und kreuzförmigem Grundriss. Der südliche, neugotische Kirchturm wurde 1852 errichtet. An der Nordseite schließt eine halbrunde Seitenkapelle an. Der Chor ist mit einem Kreuzgewölbe versehen, das Langhaus besaß ursprünglich eine Flachdecke. Das Südportal zeigt Stilelemente aus der Zeit der Frühgotik. Der Taufstein aus Sandstein und der frühere Altar stammen aus dem Anfang des 16. Jahrhunderts und das Kirchengestühl aus dem Anfang des 17. Jahrhunderts. Die Kirche ist von einem alten Friedhof mit Umfassungsmauer umgeben. Folgende Grabsteine mit den Flachbildern der Verstorbenen blieben erhalten:
- Anna geb. Schindel a. d. H. Schönfeld († 1587), Ehefrau von Asman Sack von Ratschitz auf Stefsdorf
- ein namenloses Kind der oben Genannten († 1587)
- Sigmund von Nostitz († 1606), Ritter
- Barbara von Köckritz († 1621), Kind

## Geläut
Im Kirchturm hängt eine historische Glocke, die folgende Inschrift trägt:

„EHRE SEI GOTT IN DER HÖHE UND FRIEDE DEN MENSCHEN AUF ERDEN DIE EINES GUTEN WILLENS SIND“